# Pfälzische L 1
Die Schmalspurlokomotiven der Gattung L 1 und Pts 3/3 N der Pfalzbahn wurden für die Strecken im Raum Ludwigshafen am Rhein (Ludwigshafen-Dannstadt, Ludwigshafen–Frankenthal und Frankenthal–Großkarlbach), Neustadt an der Weinstraße und Speyer (Lokalbahn Speyer–Neustadt) beschafft. Nach Gründung der Reichsbahn erhielten die Maschinen die Betriebsnummern 99 081 bis 99 093.

## Beschaffung
Die ersten sieben Lokomotiven aus dem Jahr 1889 erhielten die Bahnnummern XI bis XVII. Weitere Lieferungen erfolgten 1891 (XVIII–XX) und 1899 (XXI und XXII). 1907 und 1910 erfolgte die Nachlieferung von zwei weitgehend identischen Lokomotiven. Diese erhielten die Nummern XXVIII und XXIX. Letztere wurde nach dem ab 1909 – Übernahme der Pfalzbahnen durch die Königlich Bayerische Staatsbahn – geltenden bayerischen Bezeichnungsschema als Gattung Pts 3/3 N bezeichnet. Alle bis 1907 gelieferten Maschinen erhielten neben der Nummer auch noch einen Namen.

## Einsatz
Die Lokomotiven der Type L 1 gehörten zu den Betriebswerken Ludwigshafen und Neustadt-Haardt. Ihr Einsatzgebiet waren die Vorderpfälzer Strecken von Ludwigshafen nach Dannstadt und von Ludwigshafen nach Grosskarlbach. Die beiden letzten Maschinen kamen auf der 1908 eröffneten Strecke Neustadt-Haardt nach Geinsheim zum Einsatz.

## Verbleib
Lok Nr. XX „Laumersheim“ ging im Ersten Weltkrieg verloren. Alle anderen wurden von der Reichsbahn übernommen. Die ersten Loks wurden 1930/31 ausgemustert. Die übrigen Lokomotiven wurden zwischen 1948 und 1957 ausgemustert. Nach dem Zweiten Weltkrieg verblieben drei Loks des Typs L 1 in der französischen Besatzungszone, nämlich die Betr.Nr. 99 086, 99 087 und 99 091. Zusätzlich verblieben von der Nachbautype Pts 3/3 N die Betr.Nr. 99 092 und 99 093 im Bereich der französischen Besatzungszone. Die Lok 99 081 kam 1939 zur Wangerooger Inselbahn und wurde dort am 12. August 1952 ausgemustert. Als letzte betriebsfähige Maschine war die 99 093 bis zum 10. August 1957 im Einsatz.

## Konstruktion

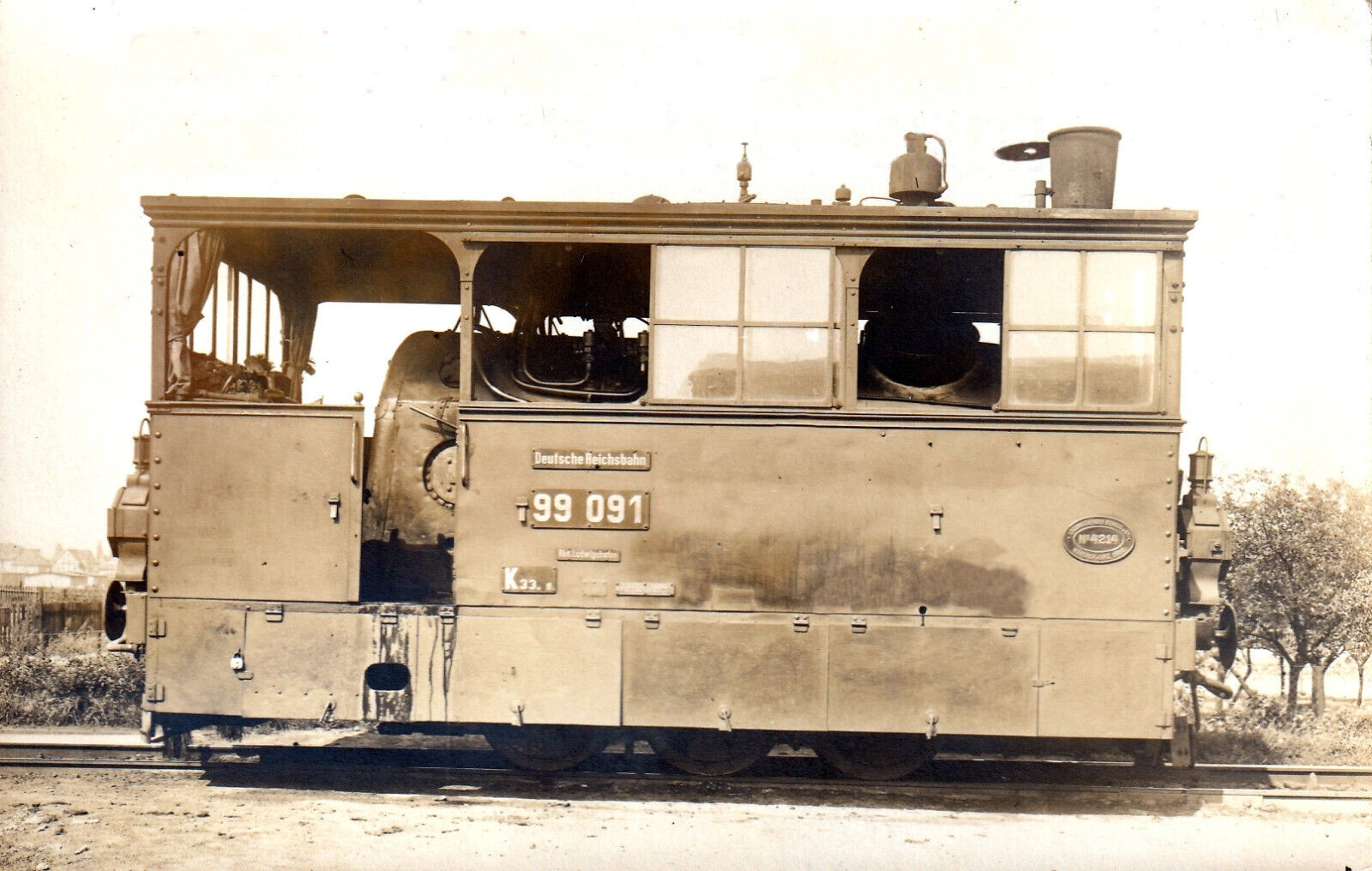
Pfälzische L 1 Schmalspur-Kastenlokomotive, Schauernheim, Krauss N° 4214 von 1911, Deutsche Reichsbahn 99 091

### Rahmen
Die Maschinen besaßen einen innenliegenden Blechrahmen der genietet war. Er diente gleichzeitig als Wasserkasten.

### Laufwerk
Das Laufwerk war an drei Punkten abgestützt. Die erste und zweite Kuppelachse über gemeinsame Tragfedern und die dritte Achse über eine Querblattfeder. Die Treib- und Kuppelräder hatten einen Durchmesser von 845 mm.

### Kessel
Der Langkessel war genietet und bestand aus zwei Schüssen. Über dem zweiten Kesselschuss saß der Dampfdom. Das Sicherheitsventil befand sich auf dem Stehkessel. Zur Speiseeinrichtung gehörten zwei saugende Dampfstrahlpumpen. Die Rauchkammer schloss mit der Stirnwand des Gehäuses bündig ab.

### Steuerung
Die Nassdampftriebwerke besaßen eine außenliegende Allan-Steuerung und hatten Flachschieber. Die Zylinder waren waagerecht angeordnet. Es wurde die dritte Kuppelachse angetrieben. Die Lokomotive mit der Nummer XXVIII erhielt eine Heusinger-Steuerung.

### Aufbau
Aufgrund der Streckenführung auf Straßen oder dicht daneben entschied man sich die Lokomotiven als Trambahnlokomotiven auszuführen. Sie besaßen einen vollständigen verglasten kastenförmigen Aufbau und das Triebwerk war mit Klappen abgedeckt. Zur Streckenbeobachtung durch den Lokführer waren die Seitenfenster verschiebbar. Der Lokführer selbst stand seitlich neben dem Kessel. Auch das Feuerloch befand sich seitlich auf der Heizerseite.

### Bremse
Die Maschinen besaßen eine Saugluftbremse der Bauart Körting. Die Bremswirkung erfolgte jeweils einseitig auf die Räder der ersten Kuppelachse von vorn und der dritten Kuppelachse von hinten. Der Sandstreuer war handbetätigt und sandete die zweite und dritte Achse.

### Ausstattung
Weiterhin verfügten die Maschinen über ein Latowski-Dampfläutewerk und später für die elektrische Beleuchtung einen Dampfturbogenerator über der Rauchkammertür außerhalb des Lokkastens.

### Vorräte
Es konnten 2,1 bzw. 1,9 m³ Wasser im Rahmenwasserkasten mitgeführt werden. Die Einfüllstutzen befanden sich an der Frontwand links und rechts der Rauchkammer. 1,1 t Kohle wurde in einem Kasten links neben dem Stehkessel gelagert. Die Loks konnten so nur aufwändig mittels Körben bekohlt werden.

## Lokomotivnummern
| Herstelldaten              | Herstelldaten              | Herstelldaten              | Herstelldaten              | Nummern je Epoche      | Nummern je Epoche      | Nummern je Epoche | Nummern je Epoche | Zusatzinformationen | Zusatzinformationen            |
| Lfd. Nr.                   | Her- steller               | Bau- jahr                  | Fabr.- nummer              | Pfalzbahn / K.B.Sts.B. | Pfalzbahn / K.B.Sts.B. | DR Betriebs-Nr.   | DR Betriebs-Nr.   | Ausge- mustert      |                                |
| Daten für die Type L 1I    | Daten für die Type L 1I    | Daten für die Type L 1I    | Daten für die Type L 1I    | Bahn-Nr.               | Name                   | (vorläufig)       | (endgültig)       |                     |                                |
| -------------------------- | -------------------------- | -------------------------- | -------------------------- | ---------------------- | ---------------------- | ----------------- | ----------------- | ------------------- | ------------------------------ |
| 1                          | Krauss                     | 1889                       | 2082                       | XI                     | DANNSTADT              | 99 081            | 99 081            | 12.8.1952           | 1939 zur Wangerooger Inselbahn |
| 2                          | Krauss                     | 1889                       | 2083                       | XII                    | MAUDACH                | 99 082            | 99 082            | < 1931              |                                |
| 3                          | Krauss                     | 1889                       | 2084                       | XIII                   | MUNDENHEIM             | 99 083            | 99 083            | < 1930              |                                |
| 4                          | Krauss                     | 1889                       | 2085                       | XIV                    | FRIESENHEIM            | 99 084            | 99 084            | < 1931              |                                |
| 5                          | Krauss                     | 1889                       | 2086                       | XV                     | OPPAU                  | 99 085            | 99 085            | < 1931              |                                |
| 6                          | Krauss                     | 1889                       | 2087                       | XVI                    | DIRMSTEIN              | 99 086            | 99 086            | 9.11.1953           |                                |
| 7                          | Krauss                     | 1889                       | 2088                       | XVII                   | GROSSKARLBACH          | 99 087            | 99 087            | 28.5.1954           |                                |
| 8                          | Krauss                     | 1891                       | 2448                       | XVIII                  | HESSHEIM               | 99 088            | 99 088            | < 1931              |                                |
| 9                          | Krauss                     | 1891                       | 2449                       | XIX                    | HEUCHELSHEIM           | 99 089            | 99 089            | < 1940              | 1945 unbekannt verschollen     |
| 10                         | Krauss                     | 1891                       | 2450                       | XX                     | LAUMERSHEIM            |                   |                   | < 1918              | Kriegsverlust 1914/18          |
| 11                         | Krauss                     | 1899                       | 4213                       | XXI                    | EDIGHEIM               | 99 090            | 99 090            | < 1940              | 1945 unbekannt verschollen     |
| 12                         | Krauss                     | 1899                       | 4214                       | XXII                   | SCHAUERNHEIM           | 99 091            | 99 091            | 28.5.1954           |                                |
| Daten für die Type L 1II   | Daten für die Type L 1II   | Daten für die Type L 1II   | Daten für die Type L 1II   | Bahn-Nr.               | Name                   | (vorläufig)       | (endgültig)       |                     |                                |
| 13                         | Krauss                     | 1907                       | 5758                       | XXVIII                 | SCHWEGENHEIM           | 99 092            | 99 092            | 15.8.1955           |                                |
| Daten für die Type Pt 3/3n | Daten für die Type Pt 3/3n | Daten für die Type Pt 3/3n | Daten für die Type Pt 3/3n | Bahn-Nr.               | Name                   | (vorläufig)       | (endgültig)       |                     |                                |
| 14                         | Krauss                     | 1911                       | 6403                       | XXIX                   |                        | 99 093            | 99 093            | 10.8 1957           |                                |